# Campeonato Brasileiro de Futebol Feminino de 2021 - Série A2
A Série A2 do Campeonato Brasileiro Feminino de 2021 foi a quinta edição deste evento esportivo, um torneio nacional de futebol feminino organizado pela Confederação Brasileira de Futebol (CBF). O regulamento permaneceu idêntico ao do ano anterior; contudo, o sistema de qualificação precisou ser readequado já que muitos estaduais deixaram de ser realizados em decorrência dos impactos da pandemia de COVID-19.
A edição teve início em 15 de maio, quando a primeira rodada da fase inicial foi realizada. No término desta, dezesseis agremiações se qualificaram para as oitavas de final e garantiram também a permanência na segunda divisão em 2022. Atlético Mineiro, CRESSPOM, ESMAC e Red Bull Bragantino alcançaram as semifinais e conquistaram o acesso para a primeira divisão de 2022.
Atlético Mineiro e Red Bull Bragantino protagonizaram a decisão da competição, a qual ficou marcada pela ausência de gols. O clube paulista saiu vitorioso na disputa por pênaltis e conquistou o título da competição.

## Antecedentes
A Série A2 do Campeonato Brasileiro Feminino foi realizada pela primeira vez em 2017. Nas duas primeiras edições, o regulamente permaneceu semelhante, apenas alterando o número de participantes. De 2019 a 2021, o campeonato foi disputado por 36 agremiações, contando com representantes de todas as unidades federativas.

## Formato e participantes
Inicialmente, o campeonato seria disputado pelos 27 campeões estaduais, os quatro rebaixados da Série A1 de 2020 e os cinco melhores do ranking da CBF do futebol masculino, totalizando os 36 participantes. No entanto, o sistema de qualificação precisou ser readequado já que muitos estaduais deixaram de ser realizados em decorrência dos impactos da pandemia de COVID-19. O Audax, um dos desqualificados da primeira divisão, desistiu do torneio e a sua vaga foi herdada pelo Atlético Goianiense.
O regulamento, por sua vez, dividiu as agremiações em seis grupos. Na primeira fase, após cinco rodadas, os dois primeiros de cada grupo e os quatro melhores terceiros se classificaram. A partir da segunda fase do torneio, o sistema passou a adotar jogos eliminatórios, com os vencedores dos placares agregados avançando até a final.
| Federação                                              | Participantes         | Títulos        |
| ------------------------------------------------------ | --------------------- | -------------- |
| Acre                                                   | Assermurb             | 0 (não possui) |
| Alagoas                                                | UDA                   | 0 (não possui) |
| Amapá                                                  | Oratório              | 0 (não possui) |
| Amazonas                                               | JC                    | 0 (não possui) |
| Amazonas                                               | Iranduba              | 0 (não possui) |
| Bahia                                                  | Juventude-BA          | 0 (não possui) |
| Bahia                                                  | Vitória               | 0 (não possui) |
| Ceará                                                  | Ceará                 | 0 (não possui) |
| Ceará                                                  | Fortaleza             | 0 (não possui) |
| Distrito Federal                                       | CRESSPOM              | 0 (não possui) |
| Espírito Santo                                         | Vila Nova-ES          | 0 (não possui) |
| Goiás                                                  | Aliança               | 0 (não possui) |
| Goiás                                                  | Atlético Goianiense   | 0 (não possui) |
| Maranhão                                               | CEFAMA                | 0 (não possui) |
| Mato Grosso                                            | Mixto                 | 0 (não possui) |
| Mato Grosso do Sul                                     | SERC                  | 0 (não possui) |
| Minas Gerais                                           | América Mineiro       | 0 (não possui) |
| Minas Gerais                                           | Atlético Mineiro      | 0 (não possui) |
| Pará                                                   | ESMAC                 | 0 (não possui) |
| Paraíba                                                | Botafogo-PB           | 0 (não possui) |
| Paraná                                                 | Athletico Paranaense  | 0 (não possui) |
| Pernambuco                                             | Náutico               | 0 (não possui) |
| Pernambuco                                             | Sport                 | 0 (não possui) |
| Piauí                                                  | Tiradentes-PI         | 0 (não possui) |
| Rio de Janeiro \|style="text-align: left;"\|Fluminense | 0 (não possui)        |                |
| Rio de Janeiro \|style="text-align: left;"\|Fluminense | Vasco da Gama         | 0 (não possui) |
| Rio Grande do Norte                                    | América de Natal      | 0 (não possui) |
| Rio Grande do Sul                                      | Brasil de Farroupilha | 0 (não possui) |
| Rondônia                                               | Real Ariquemes        | 0 (não possui) |
| Roraima                                                | São Raimundo-RR       | 0 (não possui) |
| Santa Catarina                                         | Chapecoense           | 0 (não possui) |
| Santa Catarina                                         | Criciúma              | 0 (não possui) |
| São Paulo                                              | Ponte Preta           | 0 (não possui) |
| São Paulo                                              | Red Bull Bragantino   | 0 (não possui) |
| Sergipe                                                | Santos Dumont         | 0 (não possui) |
| Tocantins                                              | Paraíso               | 0 (não possui) |

## Primeira fase
Os primeiros jogos da fase de grupos foram realizados em 15 de maio. Ao término, em 18 de junho, 16 equipes se classificaram e, com criação da terceira divisão, também garantiram a permanência na competição em 2022.

## Fases finais
Em 18 de junho, a CBF realizou um sorteio para definir o chaveamento das fases eliminatórias. Os confrontos de oitavas de final foram, em sua maioria, equilibrados. Na ocasião, Aliança, América Mineiro e Atlético Mineiro eliminaram os adversários com placares apertados, enquanto CRESSPOM e Real Ariquemes avançaram nas penalidades. Por outro lado, Athletico Paranaense, Ceará e Red Bull Bragantino venceram os embates com placares mais amplos.
Os primeiros jogos das quartas foram disputadas uma semana depois da conclusão das oitavas e ficaram marcados por decidir as equipes que conquistariam o acesso para a primeira divisão de 2022. Ao término, Atlético Mineiro, CRESSPOM, ESMAC e Red Bull Bragantino venceram e se garantiram na elite.
Atlético Mineiro e Red Bull Bragantino avançaram à final, que ocorreu nos dias 30 de agosto e 7 de setembro. O Bragantino consagrou-se campeão ao vencer o adversário nas penalidades.
|  | Oitavas de final         | Oitavas de final         | Oitavas de final         | Oitavas de final         |       |                      | Quartas de final | Quartas de final | Quartas de final | Quartas de final |  |          | Semifinais        | Semifinais        | Semifinais        | Semifinais        |                          |   | Final                        | Final                        | Final                        | Final                        |
|  | 27 de junho a 4 de julho | 27 de junho a 4 de julho | 27 de junho a 4 de julho | 27 de junho a 4 de julho |       |                      | 10 a 18 de julho | 10 a 18 de julho | 10 a 18 de julho | 10 a 18 de julho |  |          | 15 a 22 de agosto | 15 a 22 de agosto | 15 a 22 de agosto | 15 a 22 de agosto |                          |   | 30 de agosto e 7 de setembro | 30 de agosto e 7 de setembro | 30 de agosto e 7 de setembro | 30 de agosto e 7 de setembro |
|  |                          |                          |                          |                          |       |                      |                  |                  |                  |                  |  |          |                   |                   |                   |                   |                          |   |                              |                              |                              |                              |
|  | Fluminense               | 2                        | 0                        | 2 (1)                    |       |                      |                  |                  |                  |                  |  |          |                   |                   |                   |                   |                          |   |                              |                              |                              |                              |
|  | Real Ariquemes (p.)      | 1                        | 1                        | 2 (3)                    |       |                      |                  |                  |                  |                  |  |          |                   |                   |                   |                   |                          |   |                              |                              |                              |                              |
|  | Real Ariquemes (p.)      | 1                        | 1                        | 2 (3)                    |       | Real Ariquemes       | 1                | 1                | 2                |                  |  |          |                   |                   |                   |                   |                          |   |                              |                              |                              |                              |
|  |                          |                          |                          |                          |       | Real Ariquemes       | 1                | 1                | 2                |                  |  |          |                   |                   |                   |                   |                          |   |                              |                              |                              |                              |
|  |                          | ESMAC                    | 1                        | 2                        | 3     |                      |                  |                  |                  |                  |  |          |                   |                   |                   |                   |                          |   |                              |                              |                              |                              |
|  | Aliança                  | ESMAC                    | 1                        | 2                        | 3     | 0                    | 0                | 0                |                  |                  |  |          |                   |                   |                   |                   |                          |   |                              |                              |                              |                              |
|  | Aliança                  |                          |                          |                          |       | 0                    | 0                | 0                |                  |                  |  |          |                   |                   |                   |                   |                          |   |                              |                              |                              |                              |
|  | ESMAC                    | 1                        | 0                        | 1                        |       |                      |                  |                  |                  |                  |  |          |                   |                   |                   |                   |                          |   |                              |                              |                              |                              |
|  | ESMAC                    | 1                        | 0                        | 1                        |       |                      |                  |                  |                  |                  |  | ESMAC    | 1                 | 0                 | 1                 |                   |                          |   |                              |                              |                              |                              |
|  |                          |                          |                          |                          |       |                      |                  |                  |                  |                  |  | ESMAC    | 1                 | 0                 | 1                 |                   |                          |   |                              |                              |                              |                              |
|  |                          | Red Bull Bragantino      | 1                        | 2                        | 3     |                      |                  |                  |                  |                  |  |          |                   |                   |                   |                   |                          |   |                              |                              |                              |                              |
|  | UDA                      | Red Bull Bragantino      | 1                        | 2                        | 3     | 0                    | 0                | 0                |                  |                  |  |          |                   |                   |                   |                   |                          |   |                              |                              |                              |                              |
|  | UDA                      |                          |                          |                          |       | 0                    | 0                | 0                |                  |                  |  |          |                   |                   |                   |                   |                          |   |                              |                              |                              |                              |
|  | Athletico Paranaense     | 4                        | 3                        | 7                        |       |                      |                  |                  |                  |                  |  |          |                   |                   |                   |                   |                          |   |                              |                              |                              |                              |
|  | Athletico Paranaense     | 4                        | 3                        | 7                        |       | Athletico Paranaense | 4                | 0                | 4 (2)            |                  |  |          |                   |                   |                   |                   |                          |   |                              |                              |                              |                              |
|  |                          |                          |                          |                          |       | Athletico Paranaense | 4                | 0                | 4 (2)            |                  |  |          |                   |                   |                   |                   |                          |   |                              |                              |                              |                              |
|  |                          | Red Bull Bragantino (p.) | 2                        | 2                        | 4 (4) |                      |                  |                  |                  |                  |  |          |                   |                   |                   |                   |                          |   |                              |                              |                              |                              |
|  | JC                       | Red Bull Bragantino (p.) | 2                        | 2                        | 4 (4) | 1                    | 0                | 1                |                  |                  |  |          |                   |                   |                   |                   |                          |   |                              |                              |                              |                              |
|  | JC                       |                          |                          |                          |       | 1                    | 0                | 1                |                  |                  |  |          |                   |                   |                   |                   |                          |   |                              |                              |                              |                              |
|  | Red Bull Bragantino      | 0                        | 4                        | 4                        |       |                      |                  |                  |                  |                  |  |          |                   |                   |                   |                   |                          |   |                              |                              |                              |                              |
|  | Red Bull Bragantino      | 0                        | 4                        | 4                        |       |                      |                  |                  |                  |                  |  |          |                   |                   |                   |                   | Red Bull Bragantino (p.) | 0 | 0                            | 0 (4)                        |                              |                              |
|  |                          |                          |                          |                          |       |                      |                  |                  |                  |                  |  |          |                   |                   |                   |                   |                          | 0 | 0                            | 0 (4)                        |                              |                              |
|  |                          | Atlético Mineiro         | 0                        | 0                        | 0 (2) |                      |                  |                  |                  |                  |  |          |                   |                   |                   |                   |                          |   |                              |                              |                              |                              |
|  | CRESSPOM (p.)            | Atlético Mineiro         | 0                        | 0                        | 0 (2) | 0                    | 1                | 1 (3)            |                  |                  |  |          |                   |                   |                   |                   |                          |   |                              |                              |                              |                              |
|  | CRESSPOM (p.)            |                          |                          |                          |       | 0                    | 1                | 1 (3)            |                  |                  |  |          |                   |                   |                   |                   |                          |   |                              |                              |                              |                              |
|  | Fortaleza                | 0                        | 1                        | 1 (1)                    |       |                      |                  |                  |                  |                  |  |          |                   |                   |                   |                   |                          |   |                              |                              |                              |                              |
|  | Fortaleza                | 0                        | 1                        | 1 (1)                    |       | CRESSPOM             | 0                | 2                | 2                |                  |  |          |                   |                   |                   |                   |                          |   |                              |                              |                              |                              |
|  |                          |                          |                          |                          |       | CRESSPOM             | 0                | 2                | 2                |                  |  |          |                   |                   |                   |                   |                          |   |                              |                              |                              |                              |
|  |                          | Ceará                    | 0                        | 0                        | 0     |                      |                  |                  |                  |                  |  |          |                   |                   |                   |                   |                          |   |                              |                              |                              |                              |
|  | Botafogo-PB              | Ceará                    | 0                        | 0                        | 0     | 1                    | 1                | 2                |                  |                  |  |          |                   |                   |                   |                   |                          |   |                              |                              |                              |                              |
|  | Botafogo-PB              |                          |                          |                          |       | 1                    | 1                | 2                |                  |                  |  |          |                   |                   |                   |                   |                          |   |                              |                              |                              |                              |
|  | Ceará                    | 2                        | 3                        | 5                        |       |                      |                  |                  |                  |                  |  |          |                   |                   |                   |                   |                          |   |                              |                              |                              |                              |
|  | Ceará                    | 2                        | 3                        | 5                        |       |                      |                  |                  |                  |                  |  | CRESSPOM | 0                 | 0                 | 0                 |                   |                          |   |                              |                              |                              |                              |
|  |                          |                          |                          |                          |       |                      |                  |                  |                  |                  |  | CRESSPOM | 0                 | 0                 | 0                 |                   |                          |   |                              |                              |                              |                              |
|  |                          | Atlético Mineiro         | 1                        | 0                        | 1     |                      |                  |                  |                  |                  |  |          |                   |                   |                   |                   |                          |   |                              |                              |                              |                              |
|  | América Mineiro          | Atlético Mineiro         | 1                        | 0                        | 1     | 2                    | 1                | 3                |                  |                  |  |          |                   |                   |                   |                   |                          |   |                              |                              |                              |                              |
|  | América Mineiro          |                          |                          |                          |       | 2                    | 1                | 3                |                  |                  |  |          |                   |                   |                   |                   |                          |   |                              |                              |                              |                              |
|  | Vasco da Gama            | 0                        | 2                        | 2                        |       |                      |                  |                  |                  |                  |  |          |                   |                   |                   |                   |                          |   |                              |                              |                              |                              |
|  | Vasco da Gama            | 0                        | 2                        | 2                        |       | América Mineiro      | 1                | 0                | 1                |                  |  |          |                   |                   |                   |                   |                          |   |                              |                              |                              |                              |
|  |                          |                          |                          |                          |       | América Mineiro      | 1                | 0                | 1                |                  |  |          |                   |                   |                   |                   |                          |   |                              |                              |                              |                              |
|  |                          | Atlético Mineiro         | 3                        | 0                        | 3     |                      |                  |                  |                  |                  |  |          |                   |                   |                   |                   |                          |   |                              |                              |                              |                              |
|  | Iranduba                 | Atlético Mineiro         | 3                        | 0                        | 3     | 0                    | 1                | 1                |                  |                  |  |          |                   |                   |                   |                   |                          |   |                              |                              |                              |                              |
|  | Iranduba                 |                          |                          |                          |       | 0                    | 1                | 1                |                  |                  |  |          |                   |                   |                   |                   |                          |   |                              |                              |                              |                              |
|  | Atlético Mineiro         | 2                        | 1                        | 3                        |       |                      |                  |                  |                  |                  |  |          |                   |                   |                   |                   |                          |   |                              |                              |                              |                              |

- Em itálico, os clubes que possuem o mando de jogo no primeiro confronto. Em negrito, os vencedores.

### Geral
- «Campeonato Brasileiro de Futebol Feminino de 2021 - Série A2». Confederação Brasileira de Futebol. Consultado em 19 de novembro de 2022. Cópia arquivada em 18 de janeiro de 2022
- «Regulamento Específico da Competição Campeonato Brasileiro Feminino A-2 de 2021» (PDF). Confederação Brasileira de Futebol. Consultado em 19 de novembro de 2022. Cópia arquivada (PDF) em 28 de outubro de 2021

### Específicas
1. ↑  «Artilheira do Red Bull Bragantino, Ariel comemora primeiro título do Brasileiro Feminino A-2». Website oficial da Confederação Brasileira de Futebol. 7 de setembro de 2021. Consultado em 8 de setembro de 2021. Cópia arquivada em 8 de setembro de 2021
2. ↑  «Bragantino conquista Série A2 do Brasileiro Feminino». Agência Brasil. 7 de setembro de 2021. Consultado em 19 de novembro de 2022. Cópia arquivada em 30 de novembro de 2021
3. ↑  «Red Bull Bragantino bate Galo nos pênaltis e é campeão da Série A2 Feminina». O Tempo. 7 de setembro de 2021. Consultado em 19 de novembro de 2022. Cópia arquivada em 19 de novembro de 2022
4. ↑  Camila Alves (1 de novembro de 2016). «CBF anuncia Brasileiro de Futebol Feminino 2017 com duas divisões e custeado pela entidade». Superesportes. Consultado em 26 de outubro de 2022. Cópia arquivada em 26 de outubro de 2022
5. ↑  «Feminino A-2: tabela básica e regulamento 2018». Confederação Brasileira de Futebol. 7 de fevereiro de 2018. Consultado em 31 de maio de 2021. Cópia arquivada em 14 de julho de 2018
6. ↑  «Campeonato Brasileiro Feminino A-2 2019: documentos técnicos e tabela». Confederação Brasileira de Futebol. 28 de fevereiro de 2018. Consultado em 31 de maio de 2021. Cópia arquivada em 28 de novembro de 2020
7. ↑  «CBF publica calendário exclusivo do futebol feminino de 2020». Confederação Brasileira de Futebol. 20 de novembro de 2019. Consultado em 25 de maio de 2021. Cópia arquivada em 25 de maio de 2021
8. ↑  «CBF divulga tabela detalhada do Brasileiro Feminino A-2 2021». Confederação Brasileira de Futebol. 3 de maio de 2021. Consultado em 11 de junho de 2021. Cópia arquivada em 12 de junho de 2021
9. 1 2  «A Série A2 do Campeonato Brasileiro de futebol feminino e a importância dos campeonatos estaduais». Lei em Campo. 11 de janeiro de 2021. Consultado em 14 de junho de 2021. Cópia arquivada em 25 de janeiro de 2021
10. ↑  «Mais da metade das federações não realizou estadual feminino de 2020». Dibradoras.blogosfera.uol.com.br. 8 de janeiro de 2021. Consultado em 14 de junho de 2021. Cópia arquivada em 1 de maio de 2021
11. ↑  «CBF divulga grupos do Brasileirão Feminino A2 2021». O Curioso do Futebol. 27 de abril de 2021. Consultado em 14 de junho de 2021. Cópia arquivada em 27 de abril de 2021
12. ↑  «CBF divulga tabela detalhada do Brasileiro Feminino A2; clubes conhecem dias e horários de jogos». ge. 4 de maio de 2021. Consultado em 14 de junho de 2021. Cópia arquivada em 22 de maio de 2021
13. ↑  Rafael Monteiro (27 de abril de 2021). «CBF divulga tabela da Série A2 do Campeonato Brasileiro Feminino». Agência Brasil. Consultado em 14 de junho de 2021. Cópia arquivada em 27 de abril de 2021
14. ↑  «CBF divulga tabela detalhada do Brasileiro Feminino A-2 2021». Website oficial da Confederação Brasileira de Futebol. 3 de maio de 2021. Consultado em 14 de junho de 2021. Cópia arquivada em 12 de junho de 2021
15. ↑  «CBF divulga tabela detalhada do Brasileiro Feminino A2; clubes conhecem dias e horários de jogos». ge. 4 de maio de 2021. Consultado em 19 de novembro de 2022. Cópia arquivada em 15 de outubro de 2022
16. ↑  Juan Rodrigues (19 de junho de 2021). «CBF define os confrontos das oitavas de final do Brasileiro A2 Feminino». GloboEsporte.com. Consultado em 20 de junho de 2021. Cópia arquivada em 21 de junho de 2021
17. ↑  Raffaela Carolina (18 de junho de 2021). «Brasileiro Feminino A2: confira o cenário para a última rodada». Veja. Consultado em 20 de junho de 2021. Cópia arquivada em 21 de junho de 2021
18. ↑  «Sorteio define confrontos da Segunda Fase do Brasileirão Feminino A-2». Confederação Brasileira de Futebol. 19 de junho de 2021. Consultado em 19 de novembro de 2022. Cópia arquivada em 21 de junho de 2021
19. ↑  Lincoln Chaves (19 de junho de 2021). «Sorteio define confrontos pelas oitavas do Brasileiro Feminino A2». Agência Brasil. Consultado em 19 de novembro de 2022. Cópia arquivada em 31 de julho de 2021
20. ↑  Vitor Monteiro (4 de julho de 2021). «Aliança luta bastante, mas só empata com Esmac e acaba eliminado do Brasileirão A-2». Esporte Goiano. Consultado em 15 de agosto de 2021. Cópia arquivada em 4 de julho de 2021
21. ↑  «Meninas da Colina: Vasco vence o América-MG, mas é eliminado do Brasileirão Feminino A2». Lance!. 4 de julho de 2021. Consultado em 15 de agosto de 2021. Cópia arquivada em 4 de julho de 2021
22. ↑  «Atlético-MG empata com Iranduba e garante vaga nas quartas da Série A2 do Brasileiro feminino». ge. 3 de julho de 2021. Consultado em 15 de agosto de 2021. Cópia arquivada em 15 de agosto de 2021
23. ↑  «Fortaleza perde nos pênaltis e é eliminado do Brasileiro A2 de Futebol Feminino». Diário do Nordeste. 4 de julho de 2021. Consultado em 15 de agosto de 2021. Cópia arquivada em 15 de agosto de 2021
24. ↑  «Fluminense luta pela classificação até o fim, mas é eliminado nas oitavas de final da Série A2 do Brasileirão». IstoÉ. Julho de 2021. Consultado em 15 de agosto de 2021. Cópia arquivada em 15 de agosto de 2021
25. ↑  Fernando Freire (3 de julho de 2021). «Athletico vence a UDA, faz 7 a 0 no agregado e avança às quartas do Brasileirão Feminino Série A2». ge. Consultado em 15 de agosto de 2021. Cópia arquivada em 3 de julho de 2021
26. ↑  Horácio Neto (3 de julho de 2021). «Ceará vence Botafogo-PB e garante vaga nas quartas de final da Série A2». O Povo. Consultado em 15 de agosto de 2021. Cópia arquivada em 6 de julho de 2021
27. ↑  «Bragantino goleia o JC e avança às quartas de final do Brasileiro Feminino A2». ge. 4 de julho de 2021. Consultado em 15 de agosto de 2021. Cópia arquivada em 15 de agosto de 2021
28. ↑  «Confrontos das quartas do Brasileirão Feminino A2 2021 estão definidos. Valem o acesso!». O Curioso do Futebol. 7 de maio de 2021. Consultado em 19 de novembro de 2022. Cópia arquivada em 29 de janeiro de 2022
29. ↑  «Cresspom vence Ceará e conquista acesso à elite do Brasileiro Feminino». ge. 18 de julho de 2021. Consultado em 19 de novembro de 2022. Cópia arquivada em 20 de março de 2022
30. ↑  «Bragantino bate Athletico nos pênaltis e garante acesso para elite do futebol feminino». ge. 18 de julho de 2021. Consultado em 19 de novembro de 2022. Cópia arquivada em 9 de março de 2022
31. ↑  «Red Bull Bragantino bate Atlético-MG nos pênaltis e é campeão do Feminino A2». Olimpíada Todo Dia. 7 de setembro de 2021. Consultado em 19 de novembro de 2022. Cópia arquivada em 25 de setembro de 2022
32. ↑  «Red Bull Bragantino bate o Atlético-MG nos pênaltis e conquista o Brasileiro Feminino A2». Gazeta Esportiva. 7 de setembro de 2021. Consultado em 19 de novembro de 2022. Cópia arquivada em 8 de setembro de 2021
33. ↑  «Nos pênaltis, Bragantino supera Atlético-MG e fatura o título no Brasileirão Feminino A2». Lance!. 7 de setembro de 2021. Consultado em 19 de novembro de 2022. Cópia arquivada em 7 de setembro de 2021